# Hörcsögformák
A hörcsögformák (Cricetinae) az emlősök (Mammalia) osztályának rágcsálók (Rodentia) rendjébe, ezen belül a hörcsögfélék (Cricetidae) családjába tartozó alcsalád.
Legtöbbjüknek rugalmas pofazacskója van, ami a vállukig is érhet. Mivel fogságban is könnyen szaporíthatóak, ezért népszerű háziállatok és laboratóriumi állatok.
Egyes rendszerek az alcsaládot az egérfélék (Muridae) családjába sorolják.

## Rendszerezés
Az alcsaládba 7 nem és 19 faj tartozik:
- Allocricetulus Argyropulo, 1932 – 2 faj
- Cansumys G. M. Allen, 1928 – 1 faj
  - gansui törpehörcsög (Cansumys canus) G. M. Allen, 1928
- Cricetulus Milne-Edwards, 1867 – 7 faj
- Cricetus Leske, 1779 – 1 faj
  - mezei hörcsög (Cricetus cricetus) Linnaeus, 1758
- Mesocricetus Nehring, 1898 – 4 faj
- Phodopus Miller, 1910 – 3 faj
- Tscherskia Ognev, 1914 – 1 faj
  - koreai törpehörcsög (Tscherskia triton) de Winton, 1899